# Sören Tilly
Nils Uno Sören Tilly, född den 7 juli 1904 i Nässjö, död den 30 mars 1994 i Skövde, var en svensk militär.
Tilly avlade studentexamen i Linköping 1923 och officersexamen 1925. Han blev löjtnant vid Jönköpings-Kalmar regemente 1928, kapten där 1939 och major där 1945. Tilly var lärare vid Infanteriskjutskolan 1939–1947. Han befordrades till överstelöjtnant vid regementet 1951 och tjänstgjorde i Tredje militärområdets stab från 1952. Tilly blev överste 1959 och var befälhavare i Älvsborgs försvarsområde 1959–1967. Han blev riddare av Svärdsorden 1946, av Vasaorden 1948 och kommendör av Svärdsorden 1964. Tilly vilar på Gamla griftegården i Linköping.